# Espace de Schwartz (général)
Pour les articles homonymes, voir Espace de Schwartz..
En mathématiques, un espace de Schwartz (au sens général de ce terme) est un type d'espace vectoriel topologique localement convexe qu'on rencontre fréquemment en analyse et qui a de remarquables propriétés de stabilité. Cette appellation, due à Grothendieck, a reçu l'approbation de Schwartz lui-même.

## Définition
Un espace localement convexe séparé E est un espace de Schwartz si, pour tout voisinage disqué (c.-à-d. équilibré et fermé) U de l'origine, il existe un voisinage disqué V de l'origine qui est précompact pour la topologie définie par la semi-norme définie par U. Cela revient à dire qu'étant donné un voisinage quelconque U de 0, il existe un voisinage V de 0 tel que, pour tout ε > 0, V peut être recouvert par un nombre fini de translatés de l'ensemble εU.
Une condition nécessaire et suffisante pour qu'un espace localement convexe soit un espace de Schwartz est qu'il soit quasi-normable et que toute partie bornée de cet espace soit précompacte.

## Exemples
L'espace {\displaystyle {\mathcal {S}}\left(\mathbb {R} ^{n}\right)} des fonctions déclinantes sur ℝn est un espace de Schwartz, de même que son dual {\displaystyle {\mathcal {S}}^{\prime }\left(\mathbb {R} ^{n}\right)}, c'est-à-dire l'espace des distributions tempérées.
Soit {\displaystyle \Omega } un ouvert de ℝn ou plus généralement une variété différentielle de dimension finie paracompacte. Les espaces classiquement notés {\displaystyle {\mathcal {E}}(\Omega )} (espace des fonctions indéfiniment dérivables dans {\displaystyle \Omega }), son dual {\displaystyle {\mathcal {E}}^{\prime }(\Omega )} (espace des distributions à support compact dans {\displaystyle \Omega }), {\displaystyle {\mathcal {D}}(\Omega )} (espace des fonctions indéfiniment dérivables à support compact dans {\displaystyle \Omega }) et son dual {\displaystyle {\mathcal {D}}^{\prime }(\Omega )} (espace des distributions dans {\displaystyle \Omega }) sont des espaces de Schwartz. 
Soit {\displaystyle \Omega } un ouvert de ℂn ou plus généralement une variété complexe de dimension finie paracompacte. L'espace {\displaystyle {\mathcal {H}}(\Omega )} des fonctions holomorphes dans {\displaystyle \Omega } est un espace de Schwartz.

## Propriétés
Les espaces de Schwartz jouissent des propriétés remarquables suivantes : un quotient ou un sous-espace d'un espace de Schwartz est de Schwartz. Le produit d'une famille quelconque d'espaces de Schwartz est de Schwartz. Une limite inductive (non nécessairement stricte) d'une suite d'espaces de Schwartz est un espace de Schwartz.
Par conséquent, soit {\displaystyle K} un compact dans {\displaystyle \mathbb {R} ^{n}} (resp. {\displaystyle \mathbb {C} ^{n}}). L'espace {\displaystyle {\mathcal {E}}(K)} (resp. {\displaystyle {\mathcal {H}}(K)}), limite inductive des espaces {\displaystyle {\mathcal {E}}(\Omega )} (resp. {\displaystyle {\mathcal {H}}(\Omega )}), {\displaystyle \Omega \supset K}, est un espace de Schwartz.
Par ailleurs, tout espace muni d'une topologie faible est un espace de Schwartz. Le dual fort d'un espace de Montel métrisable est un espace de Schwartz. Tout espace de Fréchet-Schwartz — par abréviation, espace (FS) ; c'est le cas de {\displaystyle {\mathcal {E}}(\Omega )}, de {\displaystyle {\mathcal {S}}\left(\mathbb {R} ^{n}\right)} et de {\displaystyle {\mathcal {H}}(\Omega )} – est de Fréchet-Montel, et est donc réflexif ; de plus, il est séparable. Plus généralement, le quotient d'un espace de Fréchet-Schwartz par un sous-espace fermé est un espace de Fréchet-Montel (alors que le quotient d'un espace de Fréchet-Montel par un sous-espace fermé peut ne pas être réflexif, et a fortiori ne pas être un espace de Montel). Dans un espace (FS), une condition nécessaire et suffisante pour qu'une suite soit convergente est qu'elle soit faiblement convergente.
Tout espace nucléaire est un espace de Schwartz. Tous les espaces mentionnés ci-dessus sont nucléaires ; il en va de même de l'espace {\displaystyle \mathbf {S} _{n}} des séries formelles en n variables et à coefficients complexes, muni de la topologie de la convergence simple des coefficients (qui en fait un espace de Fréchet) ainsi que de l'espace {\displaystyle \mathbf {P} _{n}} des polynômes en n variables à coefficients complexes, muni de sa topologie limite inductive stricte d'espaces {\displaystyle \mathbf {P} _{n}^{k}} constitués des polynômes de degré inférieur ou égal à k (les {\displaystyle \mathbf {P} _{n}^{k}} sont de dimension finie, donc {\displaystyle \mathbf {P} _{n}} est un espace (LF), limite inductive stricte d'espaces de Fréchet) ; {\displaystyle \mathbf {P} _{n}^{k}} s'identifie au dual de {\displaystyle \mathbf {S} _{n}}. Mais un espace de Fréchet-Schwartz peut ne pas être nucléaire.
Le dual fort d'un espace de Fréchet-Schwartz est appelé par abréviation un espace (DFS) ou un espace de Silva. Un tel espace est réflexif. Le quotient d'un espace (DFS) par un sous-espace fermé est un espace (DFS), et un sous-espace fermé d'un espace (DFS) est un espace (DFS). Un espace (DFS) est un espace de Montel complet ; de plus, comme c'est le dual d'un espace de Fréchet-Montel séparable, il est souslinien. Le dual fort d'un espace (DFS) est un espace (FS), donc de Fréchet-Montel. Par exemple, l'espace {\displaystyle {\mathcal {E}}^{\prime }(\Omega )} des distributions à support compact, et l'espace {\displaystyle {\mathcal {H}}^{\prime }(\Omega )} des fonctionnelles analytiques dans {\displaystyle \Omega }, l'espace {\displaystyle {\mathcal {S}}^{\prime }\left(\mathbb {R} ^{n}\right)} des distributions tempérées, l'espace {\displaystyle {\mathcal {E}}(K)} et l'espace {\displaystyle {\mathcal {H}}(K)} des fonctions localement holomorphes sur le compact K, sont des espaces (DFS).
Le dual fort d'un espace nucléaire complet qui est limite inductive (non nécessairement stricte) d'une suite d'espaces de Fréchet est nucléaire, donc est un espace de Schwartz (ceci s'applique en particulier à {\displaystyle {\mathcal {D}}^{\prime }(\Omega )}, qui toutefois n'est pas (DFS)).
En revanche, le dual fort d'un espace de Schwartz n'est pas, en général, un espace de Schwartz (de même que le dual fort d'un espace nucléaire peut ne pas être nucléaire). Par exemple, le dual fort E' d'un espace de Fréchet-Montel E qui n'est pas un espace de Schwartz est un espace de Schwartz, mais son dual fort, qui est de nouveau E, n'est pas un espace de Schwartz. Un espace de Schwartz séparé complet est réflexif et son  dual fort est ultrabornologique (tandis qu'un espace nucléaire quasi complet est semi-réflexif) ; pour qu'un espace de Schwartz soit réflexif, il faut (comme pour tout espace localement convexe) qu'il soit quasi complet.

### Morphismes strictsd'espaces de Fréchet-Schwartz
Soit E et F des espaces de Fréchet et u une application continue de E dans F. Les conditions suivantes sont équivalentes :
(a) u est un morphisme strict (ancienne terminologie : homomorphisme) lorsque E et F sont munis des topologies initiales.
(b) u est un morphisme strict pour les topologies affaiblies {\displaystyle \sigma (E,E^{\prime })} et {\displaystyle \sigma (F,F^{\prime })}.
(c) L'image de u est fermée dans F.
(d) La transposée {\displaystyle ^{t}u} est un morphisme strict de {\displaystyle F^{\prime }} dans {\displaystyle E^{\prime }} munis des topologies faibles {\displaystyle \sigma (F^{\prime },F)} et {\displaystyle \sigma (E^{\prime },E)}.
(e) L'image de {\displaystyle ^{t}u} est fermée dans {\displaystyle E^{\prime }} muni de la topologie faible {\displaystyle \sigma (E^{\prime },E)}.
Si de plus E et F sont des espaces de Fréchet-Schwartz, les conditions ci-dessus équivalent à
(f) {\displaystyle ^{t}u} est un morphisme strict de {\displaystyle F^{\prime }} dans {\displaystyle E^{\prime }} munis des topologies fortes {\displaystyle \beta (F^{\prime },F)} et {\displaystyle \beta (E^{\prime },E)} (les topologies fortes étant les topologies de la convergence uniforme sur les parties bornées).
Ce qui précède a une conséquence importante relative aux suites exactes. Soit E, F et G trois espaces localement convexes et considérons une suite
(S): {\displaystyle E{\overset {\phi }{\longrightarrow }}F{\overset {\psi }{\longrightarrow }}G}
où {\displaystyle \phi } et {\displaystyle \psi } sont des applications linéaires continues. Elle est dite (algébriquement) exacte si {\displaystyle {\rm {im}}\phi ={\rm {ker}}\psi } et (strictement) exacte si elle est (algébriquement) exacte, et si {\displaystyle \phi } et {\displaystyle \psi } sont des morphismes stricts. Soit la « suite duale »
(S'): {\displaystyle E^{\prime }{\overset {^{t}\phi }{\longleftarrow }}F^{\prime }{\overset {^{t}\psi }{\longleftarrow }}G^{\prime }}.
On a le résultat suivant, :
Si (S) est algébriquement exacte et si {\displaystyle \psi } est un morphisme strict (lorsque F et G sont tous deux munis, soit des topologies initiales, soit des topologies affaiblies), (S') est algébriquement exacte.
Si E, F et G sont des espaces de Fréchet et (S) est strictement exacte (lorsque E, F et G sont tous trois munis soit des topologies initiales), alors (S') l'est aussi lorsque {\displaystyle E^{\prime }}, {\displaystyle F^{\prime }} et {\displaystyle G^{\prime }} sont tous trois munis des topologies faibles.
Si E, F et G sont des espaces de Fréchet-Schwartz, alors (S) est strictement exacte (lorsque F et G sont tous trois munis des topologies initiales) si, et seulement si (S') est strictement exacte lorsque {\displaystyle E^{\prime }}, {\displaystyle F^{\prime }} et {\displaystyle G^{\prime }} sont tous trois munis des topologies fortes.